# Stigmaeopsis celarius
Stigmaeopsis celarius är en spindeldjursart som beskrevs av Banks 1917. Stigmaeopsis celarius ingår i släktet Stigmaeopsis och familjen Tetranychidae. Inga underarter finns listade i Catalogue of Life.